# Andes tropicales

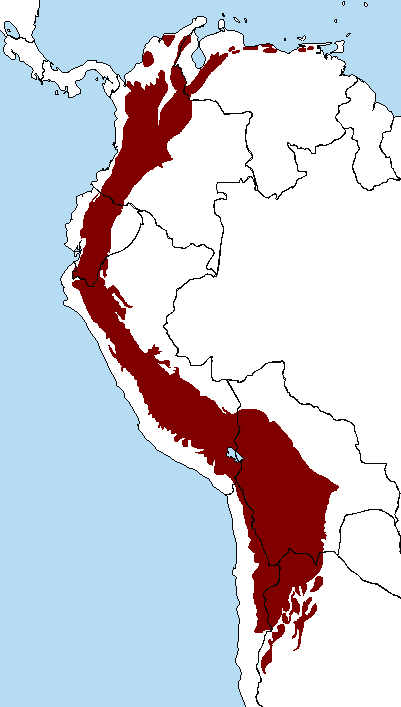
Mapa de distribución de los Andes tropicales.

Los Andes Tropicales son la parte norte de las tres partes climáticas de los Andes, las otras son los Andes Secos y los Andes Húmedos. La superficie de los Andes Tropicales abarca 1.542.644 km².

## Geografía y Ecología
Los Andes Tropicales se encuentran en Sudamérica siguiendo el trayecto de los Andes. Recorren, principalmente, cinco países: Venezuela, Colombia, Ecuador, Perú y Bolivia, además del Chocó colombiano y del noroeste ecuatoriano Inicialmente, su superficie era de aproximadamente 1.258.000 km², pero se ha reducido a 314.500 km², lo que supone un 25% de la superficie original. Debido a la enorme cantidad de superficie, el paisaje es diverso. La diversidad de paisajes da lugar a una diversidad de hábitats y a la capacidad de proporcionar los recursos necesarios para muchas especies. La diversidad del paisaje incluye desde montañas nevadas hasta cañones y valles. La diferente vegetación según la altitud incluye bosques tropicales húmedos de 500 a 1.500 metros, bosques nublados de 800 a 3500 metros y las altitudes más elevadas de 3000 a 4800 metros contienen praderas hasta la nieve. Los bosques nubosos (Yungas) más diversos, que se encuentran en Perú y Bolivia, cubren 500.000 km². Los bosques secos y las zonas boscosas también se encuentran en los Andes Tropicales. La cordillera también alberga el desfiladero más profundo de Perú, con 3223 metros de profundidad, y el lago Titicaca, el más alto navegable, con una altitud de 3.810 metros.

## Biodiversidad
Los Andes tropicales son un punto caliente de biodiversidad denominado "epicentro mundial de la biodiversidad", según el Fondo de Asociación de Ecosistemas Críticos.
Los Andes tropicales son una zona de rica biodiversidad. Este lugar contiene unas 45.000 especies de plantas, de las cuales 20.000 son endémicas. Hay más de 3.000 especies de vertebrados, con unas 1.500 endémicas. Además de las plantas y los vertebrados, en los Andes Tropicales residen 1.666 especies de aves, 479 de reptiles y 830 de anfibios. Todos los puntos calientes son importantes para la biología de la conservación, pero especialmente los Andes Tropicales con tantas especies endémicas. La biodiversidad de los Andes Tropicales está disminuyendo en número debido a las amenazas.
La diversidad entre la vegetación a lo largo de las altitudes se estudió además en Colombia. Chengyu Weng estudió cómo la diversidad del polen se ve afectada por las diferentes temperaturas debidas al cambio de altitud. El equipo estudió diferentes vegetaciones, el bosque subandino, el bosque andino, el subpáramo y el páramo situados en los Andes. Hubo más diversidad de plantas a medida que aumentaba la altitud en todas las vegetaciones. La diversidad de polen se correlacionó positivamente con una mayor diversidad a menor altitud. Con estos hallazgos, pudieron ver los cambios en la diversidad de plantas en los últimos 430000 años. Durante las temperaturas cálidas, la diversidad de polen aumentó en las altitudes más altas, a partir de las especies de plantas que se desplazaban hacia arriba. Con temperaturas más frías, la diversidad de polen aumentó en las altitudes más bajas. El estudio explica cómo la temperatura influye en la diversidad de las plantas.

### Ecorregiones
Algunas de las ecorregiones del hotspot incluyen:
- Bosques montanos de la Cordillera de la Costa (Venezuela)
- Bosques montanos de los Andes venezolanos (Venezuela)
- Páramos de Santa Marta (Colombia)
- Bosques montanos de Santa Marta (Colombia)
- Páramo del norte de los Andes (Colombia, Ecuador)
- Bosques montanos del noroeste de los Andes (Colombia, Ecuador)
- Bosques montanos de la Cordillera Real oriental (Colombia, Ecuador, Perú)
- Bosque seco del Marañón (Perú)
- Yungas peruanas (Perú)
- Páramos de la Cordillera Central (Perú)
- Puna andina central (Bolivia, Perú)
- Yungas bolivianas (Bolivia, Perú)
- Bosques secos montanos de Bolivia (Bolivia)

## Hotspots
Un punto caliente puede identificarse como una zona de gran diversidad biológica con alto endemismo. El lugar también debe haber perdido una cantidad significativa de terreno y especies amenazadas, según la cuarta edición de Essentials of Conservation Biology. El término "hotspots" fue utilizado por Norman Myers para describir diez bosques tropicales. Estos bosques reunían las características de altos niveles de endemismo vegetal y pérdida de hábitats. Myers añadió otros ocho hotspots en 1990. Conservación Internacional revaluó la definición de Myers de un punto caliente y en 1999 se desarrollaron los criterios de un punto caliente para ser utilizados a nivel mundial. Un hotspot necesita 1.500 especies de plantas vasculares endémicas y una pérdida de al menos el 70% de su terreno original. Con estos criterios, en 1999 se identificaron 25 puntos calientes que se publicaron en la revista Nature. Contenían al menos el 44% de las plantas endémicas de la Tierra y el 35% de los vertebrados terrestres. El área combinada entre los 25 puntos calientes solía cubrir el 11,8 por ciento de la tierra. La superficie total se ha reducido de 17 millones de km² a 2 millones de km², es decir, alrededor del 85% de la tierra. Esto deja esta gran biodiversidad limitada a cerca del 1% de la superficie terrestre de la Tierra.

## Investigación
Actualmente hay algo más de 30 puntos calientes registrados y utilizados para la investigación. Otros puntos calientes son las islas del Caribe, el Himalaya y Japón. Debido a la gran diversidad y a las especies endémicas de los hotspots, la biología de la conservación y muchas otras fuentes realizan investigaciones en estos lugares. La investigación también es necesaria teniendo en cuenta la cantidad de especies amenazadas en los hotspots. Los investigadores tienen la oportunidad de preservar muchas especies junto con sus hábitats dentro de los hotspots. Algunas organizaciones que utilizan los hotspots para investigar son el Centro Mundial de Vigilancia de la Conservación, Birdlife International, Conservation International y el Fondo Mundial para la Naturaleza. También se investiga el impacto humano en la tierra de los hotspots y en las especies que residen en ellos. La financiación para la conservación de los hotspots se ha estimado en 750 millones de dólares acumulados en los últimos quince años. Al centrar la investigación en los hotspots, se puede ayudar a muchas especies a la vez.
Una investigación específica estudia el impacto del fuego en la vegetación del norte de Ecuador, en los Andes tropicales. La variedad de vegetación de este lugar incluye diferentes bosques, tierras utilizadas para la agricultura y el páramo, o alpino tropical que se encuentra a 4.500 metros. En el páramo predominan los pastos, pero sigue habiendo una gran diversidad. El artículo "Fire Ecology and Conservation in the High Tropical Andes: Observations from Northern Ecuador" (Ecología del fuego y conservación en los altos Andes tropicales: observaciones desde el norte de Ecuador) examina la capacidad del páramo para soportar perturbaciones como el fuego. Los seres humanos han vivido en este lugar durante 7.000 años, y el páramo ha sufrido incendios y pastoreo. El autor cree que las políticas utilizadas para aplicar la supresión de incendios no son probables ni benefician a la planta.  En su lugar, las políticas deberían redactarse en función de las especies de plantas específicas y del impacto en los nativos que viven allí. Este es un pequeño ejemplo de investigación en los Andes Tropicales que podría tener un gran impacto para salvar la diversidad.
También se está investigando la disminución de las poblaciones de aves, centrándose en los puntos calientes debido a su enorme diversidad. El estudio se centra en las Áreas de Aves Endémicas o EBAs para entender por qué se extinguen y los posibles planes de conservación. En 2003 había 218 EBA, con más del 30% de las especies de aves amenazadas. Las EBA situadas en puntos calientes interfieren con muchas actividades humanas, lo que provoca la pérdida de hábitat en el 51% de las EBA. Según el gráfico del artículo, cinco EBA con pérdida de hábitat se encuentran en los Andes tropicales. Al estudiar el efecto de las actividades humanas en las EBA que están perdiendo poblaciones de aves, es posible hacer planes para ayudar al futuro de otras EBA. Sus resultados mostraron que si una especie tiene especificidad de hábitat y es de gran tamaño, la posibilidad de extinción aumenta. La pérdida de hábitat afectará en gran medida a las especies con especificidad de hábitat. Los objetivos de conservación deben tener en cuenta las actividades humanas y la especificidad del hábitat del ave para lograr un impacto positivo.
Un ejemplo de investigación sobre una especie específica amenazada en los Andes tropicales es el raro Tremarctos ornatus, también conocido como oso andino (o de anteojos). Se capturaron dos machos y se les colocaron collares de radio para seguir y estudiar sus hábitos y movimientos. Presentaron patrones similares a los de muchas otras especies de osos. Estos hallazgos contrastan con la creencia de que los osos de anteojos son nocturnos y no cambian sus patrones entre estaciones porque sólo cambian ligeramente de temperatura. Los collares de radio demostraron que estos osos de anteojos son diurnos. Los osos estaban en movimiento desde el amanecer hasta el atardecer con periodos de descanso entre ellos. Hubo un pequeño cambio en el nivel de actividad entre estaciones, con un aumento durante la estación seca. Gracias a la tecnología de los radiocollares, se pudieron comprobar las hipótesis sobre estos osos. Al conocer su hábitat y estilo de vida, podemos entender mejor y ayudar a las especies amenazadas.

## Biodiversidad
Se dice que los Andes tropicales son los puntos calientes de diversidad científica más diversos del mundo. La revista Nature publicó un artículo de Norman Myers en el que se comparaban los 25 puntos calientes con tierra y especies en el año 2000. En ese momento, se registró que los Andes tropicales tenían 45.000 especies de plantas y que los siguientes puntos calientes más cercanos tenían 25.000 especies de plantas. En realidad, una sexta parte de todas las especies de plantas puede residir en los Andes Tropicales. Los Andes Tropicales también tienen la mayor cantidad de especies de plantas endémicas, con 20.000, mientras que el siguiente punto caliente contiene 15.000. Los Andes Tropicales tienen mucha tierra en comparación con otros hotspots, pero no es la más grande. La gran superficie de tierra muestra que los Andes Tropicales pueden proporcionar biodiversidad con un paisaje diverso.
Muchas especies endémicas de plantas y animales están actualmente amenazadas en los Andes tropicales. Un ejemplo de especie vegetal amenazada es la Puya raimondii, una planta endémica que tarda hasta 100 años en madurar y que es una dieta común para las especies que forrajean. Otras especies vegetales son muchos cultivos como el tabaco y la patata. Entre los animales endémicos se encuentra el cóndor andino, que estuvo a punto de extinguirse por la caza. Gracias a un programa de reintroducción para su conservación, su número está creciendo. Otra ave endémica amenazada en los Andes Tropicales es el loro orejiamarillo. Una de las amenazas a las que se enfrenta esta especie es la pérdida de la vulnerable palma de cera. El loro orejiamarillo utiliza la palma de cera para anidar y posarse. Sin embargo, los humanos, especialmente en Colombia, están eliminando la vulnerable palma de cera de la naturaleza para el Domingo de Ramos. Algunos programas de conservación están ayudando a la situación para educar a las iglesias a utilizar otros recursos además de la vulnerable palma de cera. El mono de cola amarilla es otro animal endémico en peligro de extinción. Es uno de los mamíferos más raros, con una población registrada de 250 ejemplares en los bosques nublados de Perú. Están amenazados por el ser humano, que ha provocado la pérdida y fragmentación de su hábitat. Su lenta maduración y la baja densidad de población no ayudan. Los programas han intentado reubicarlos en bosques secundarios, pero los intentos han fracasado. Muchas especies residen en los Andes tropicales, pero están gravemente amenazadas.

## Amenazas de degradación del hábitat
Son muchas las amenazas a las que se enfrentan los Andes Tropicales cada día. Una de las principales amenazas son las actividades humanas, especialmente con el aumento de la población. Algunas actividades son la minería, la tala y la construcción. Los humanos también utilizan la tierra para la agricultura y siguen reubicándose una vez que la tierra se agota. Los valles están muy degradados debido a la presencia humana. También se han colocado presas hidroeléctricas en los Andes Tropicales y han presionado negativamente los bosques nublados. El 25% de las tierras que están protegidas sigue estando mal gestionado, con poca ayuda del público por falta de educación. Las especies invasoras también han sido una amenaza para la tierra y las especies de los Andes Tropicales, posiblemente traídas por los humanos. Entre las especies invasoras se encuentran la rana toro americana y ciertos pastos utilizados para el ganado.
El ser humano tiene la capacidad de provocar la pérdida y fragmentación del hábitat de las especies. Los hábitats forestales amenazados en los Andes tropicales se modifican y destruyen un 30% más rápido que las zonas tropicales más bajas.  La fragmentación provoca una separación dentro de las especies y disminuye la diversidad de genes. También existe la posibilidad de que aumente la endogamia. Un artículo también analizó la fragmentación que provoca la aparición de ciertos fenotipos en los organismos. Al estudiar las plumas de 2.500 especies de aves individuales dentro de nueve bosques, la observación mostró una asimetría relacionada con la fragmentación. La asimetría era menor si el bosque continuaba y mayor con una fragmentación pequeña o media. Sugieren que la asimetría de las plumas de las aves está influida por el estrés de la fragmentación y los cambios en el entorno. Este es uno de los resultados de la fragmentación en los Andes tropicales.
Un estudio de Niall O'Dea examina las comunidades de aves en general y cómo les afecta la degradación del hábitat. Comparó las comunidades de aves que residen en bosques primarios, bosques secundarios, hábitats de borde y terrenos agrícolas, todos ellos modificados por el hombre. La mayor diversidad se encontró en los bosques secundarios y en los hábitats de borde, pero con especies diferentes. Las tierras agrícolas y el bosque primario presentaron la menor diversidad. Este estudio sugiere que, dentro de los bosques montanos andinos, la conservación de los bosques secundarios es lo más beneficioso para estas aves amenazadas.
Otra grave amenaza para los Andes Tropicales es el calentamiento global, el efecto de un exceso de gases de efecto invernadero atrapados en el aire que retienen el calor. La temperatura de algunos lugares aumenta y la de otros disminuye. El cambio de temperaturas tiene un efecto importante en los Andes Tropicales; algunos dicen que esto es más negativo que la deforestación. Un problema grave es el deshielo de los glaciares en las montañas. Se calcula que el 80% del agua dulce procede de las montañas y con su deshielo se verá afectada la mitad de la población de la Tierra. En todo el mundo los glaciares se están derritiendo, pero las montañas de los Andes tropicales son muy susceptibles. Se dice que una cuarta parte de los glaciares de los Andes Tropicales ya ha comenzado a retroceder. Estos glaciares constituyen el suministro de agua de muchas especies, y el lugar podría entrar en crisis si se derriten. Los glaciares de los Andes cumplen dos funciones principales: disminuir la variabilidad de la descarga estacional y proporcionar una mayor descarga específica. El artículo de Bryan Mark predice un aumento de la descarga a medida que los glaciares se derriten, con la capacidad de rastrear el agua de los glaciares que se derrite en las cuencas hidrográficas utilizando isótopos. El calentamiento global puede provocar la extinción de muchas especies, especialmente en los puntos calientes. Un estudio realizado por Jay Malcolm predice que entre el 1% y el 43% de la biota endémica se extinguirá debido al calentamiento global. También cree que los Andes tropicales están entre los seis puntos calientes más vulnerables, con la posibilidad de que la extinción de plantas supere las 2000 especies.
El calentamiento global también está provocando un aumento de las enfermedades entre los anfibios. Teniendo en cuenta que en los Andes tropicales se registra la mayor cantidad de anfibios, algunos restringidos a este lugar, las enfermedades podrían disminuir la diversidad en gran medida. Otro factor es que 400 de las especies de anfibios ya están amenazadas. De hecho, estos hongos mortales se han relacionado con la extinción de los dinosaurios. Uno de los hongos quítridos que infecta a los anfibios es el Batrachochytrium dendrobatidis. Este hongo deteriora la piel del anfibio y reduce su capacidad de absorción. Un ejemplo de anfibio en los Andes Tropicales es el género Atelopus, con 56 de las especies en peligro crítico. Debido al aumento de la temperatura, el hongo tiene la capacidad de extenderse rápidamente y prosperar en los anfibios vivos.
Una nueva amenaza que se está investigando es el efecto de la deposición de nitrógeno. Los estudios realizados en Europa han demostrado que la diversidad de las plantas ha disminuido debido a la deposición de nitrógeno. Los modelos actuales estiman lo que podría ocurrir en los puntos calientes de todo el mundo si la deposición de nitrógeno sigue aumentando. Comparando con investigaciones anteriores, la deposición de nitrógeno ya ha aumentado un 50% desde la década de 1990. La estimación para el futuro muestra un aumento del 100% en 2050. Teniendo en cuenta la gran diversidad de plantas en los Andes Tropicales, especialmente tantas endémicas, la deposición de nitrógeno podría ser una grave amenaza. La disminución de la diversidad vegetal podría causar una reacción en cadena sobre otras especies que dependen de las plantas.
Estas son sólo algunas de las amenazas a las que se enfrentan los Andes Tropicales a diario. El impacto sobre la tierra se manifiesta en una disminución del 75% de su masa original. Las especies afectadas están disminuyendo en número, y el número de especies incluidas en la Ley de Especies en Peligro de Extinción está aumentando. La situación se agrava cuando las especies amenazadas son endémicas de los Andes Tropicales. 14 mamíferos y 110 aves endémicas están amenazadas en los Andes Tropicales. Dos especies de los Andes Tropicales ya se han extinguido.

## Más información
- Myers, Norman. Biodiversidad hotspots para prioridades de conservación. Naturaleza. 2000. Vol.403. p. 853-858.
- Norris, Ken. Procesos de extinción en sitios calientes de avian biodiversidad y el apuntando de pre-emptive acción de conservación. La Sociedad Real. 2003. Vol. 271. p123-130.
- Phoenix, Gareth. Deposición de nitrógeno atmosférico en biodiversidad mundial hotspots: la necesidad para una perspectiva global más grande en evaluar N impactos de deposición. Biología de Cambio global. 2006. Vol.12 Asunto 3 Página 470-476.
- Ríos-Uzeda, B. "Preferencias de hábitat del oso andino (Tremarctos ornatus) en el boliviano Andes." Revista de Zoología; Mar2006, Vol. 268 Asunto 3, p271-278.